# Mens, Isère
Mens este o comună în departamentul Isère din sud-estul Franței. În 2009 avea o populație de 100 de locuitori.

## Evoluția populației
| An        | 1975 | 1982 | 1990 | 1999 | 2006 | 2009 |
| --------- | ---- | ---- | ---- | ---- | ---- | ---- |
| Populație | 78   | 91   | 100  | 107  | 99   | 100  |